# جرم یک شهر کوچک
جرم یک شهر کوچک (به انگلیسی: Small Town Crime) یک فیلم سینمایی دلهره‌آور و نئو-نوآر آمریکایی محصول سال ۲۰۱۷ به کارگردانی اشوم نلمز و ایان نلمز با بازی جان هاکس، آنتونی اندرسون، کلیفتن کالینز جونیور، میشل وارتان، کیتی لاتز، جیمز لاففرتی، رابرت فورستر و اکتاویا اسپنسر است.

## داستان
داستان فیلم در مورد یک پُلیس بازنشستهٔ معتاد به الکُل است که جسد یک زن جوان را پیدا می‌کند و تصمیم می‌گیرد تا قاتل او را پیدا کند اما ناخواسته خانواده‌اش را در معرض خطر قرار می‌دهد و…

## تولید
فیلمبرداری اصلی از فوریه ۲۰۱۶ آغاز شد و طی ۳۵ روز در یوتا انجام شد.
این فیلم برای اولین بار در جشنواره فیلم جنوب از جنوب غربی در ۱۱ مارس ۲۰۱۷ اکران شد.